# Свободиця
Свобо́диця (болг. Свободица) — село в Тирговиштській області Болгарії. Входить до складу общини Антоново.

## Населення
За даними перепису населення 2011 року у селі проживали 29 осіб, з них 28 осіб (96,6%) — турки.
Розподіл населення за віком у 2011 році:
Динаміка населення: